# Звуковий сигнал
Звуковий сигнал є поданням звуку, як правило, з використанням якого рівня електричного напруги для аналогових сигналів, або послідовності двійкових чисел для цифрових сигналів. Аудіосигнали мають частоти в діапазоні звукових частот приблизно від 20 до 20 000 Гц, що відповідає нижній і верхній межі людського слуху. Звукові сигнали можуть синтезуватися безпосередньо, або можуть надходити на перетворювач, такий як мікрофон, звукознімач музичного інструменту, картридж фонографа або головку стрічки. Гучномовці або навушники перетворюють електричний звуковий сигнал назад у звуковий.
Цифрові аудіосистеми представляють звукові сигнали у різноманітних цифрових форматах. 
Аудіо канал або аудіо доріжка звуковий сигнал канал зв'язку в пристрої, що запам'ятовує або змішувача консолі, використовуваному в таких операціях, як багатоканальна запис і посилення звуку.

## Потік сигналу
Потік сигналу — це шлях, який пройде звуковий сигнал від джерела до динаміка або записуючого пристрою. Потік сигналу може бути коротким і простим, як у домашній аудіосистемі, або довгим та звивистим у студії звукозапису та більшій системі підсилення звуку, оскільки сигнал може проходити через багато секцій великої мікшерної консолі, зовнішнього аудіообладнання та навіть різних приміщень.

## Параметри
Аудіосигнали можуть характеризуватися такими параметрами, як пропускна здатність, номінальний рівень, рівень потужності в децибелах (дБ) та рівень напруги. Зв'язок між потужністю та напругою визначається імпедансом шляху проходження сигналу. Сигнальні шляхи можуть бути односторонніми або збалансованими.
Аудіосигнали мають дещо стандартизовані рівні залежно від застосування. Виходи професійних змішувальних консолей найчастіше знаходяться на лінійному рівні. Споживче аудіообладнання також буде виводитись на нижчому рівні. Мікрофони зазвичай виводять на ще нижчий рівень, який зазвичай називають мікрофонним.

## Цифровий еквівалент
Цифрова форма аудіосигналу використовується в аудіододатках та програмному забезпеченні цифрової аудіостанції (DAW). Цифрова інформація, що проходить через DAW (тобто від аудіодоріжки через плагін і вихід апаратного виходу), є звуковим сигналом.
Цифровий аудіосигнал може передаватися через оптичне волокно, коаксіальний кабель та кабель витої пари. Код лінії та, можливо, застосований протокол зв'язку, надають цифровий сигнал для середовища передачі. Цифрові аудіотранспорти включають ADAT, TDIF, TOSLINK, S/PDIF, AES3, MADI, аудіо через Ethernet та аудіо через IP.